# Veronica gibbsii
Veronica gibbsii är en grobladsväxtart som beskrevs av Thomas Kirk.
Veronica gibbsii ingår i släktet veronikor och familjen grobladsväxter. Inga underarter finns listade i Catalogue of Life.